# Symphurus williamsi
Symphurus williamsi es una especie de pez de la familia Cynoglossidae en el orden de los Pleuronectiformes.

## Distribución geográfica
Se encuentran al este del Pacífico (desde California hasta el Perú).